# Pansoul
Pansoul est un album house du groupe Motorbass sorti en 1996. Le groupe a dans un premier temps assuré la distribution lui-même, avant de le faire distribuer par PIAS. Le disque fut disque du mois dans le magazine britannique Muzik.
Désormais considéré comme un classique de la French Touch il a été réédité par Virgin en 2003.

## Liste des morceaux
| 1.    | Fabulous          | 6:10 |
| 2.    | Ezio              | 8:39 |
| 3.    | Flying Fingers    | 4:49 |
| 4.    | Les Ondes         | 7:48 |
| 5.    | Neptune           | 6:03 |
| 6.    | Wan Dance         | 7:51 |
| 7.    | Genius            | 5:50 |
| 8.    | Pariscyde         | 7:06 |
| 9.    | Bad Vibes (D.Mix) | 5:18 |
| 10.   | Off               | 0:55 |
| 60:29 |                   |      |

La réédition de 2003 comprenait un deuxième disque avec les morceaux des EP Visine (les cinq premiers morceaux) et Trans-Phunk EP (les six derniers morceaux).
| 1.  | Visine               | 9:48 |
| 2.  | Deux Trente Trois    | 2:36 |
| 3.  | Stereogramm Gelato   | 3:55 |
| 4.  | Tournerie Vibrator   | 6:35 |
| 5.  | D. T. T. (2 Ray Mix) | 2:36 |
| 6.  | Open Sesame          | 6:18 |
| 7.  | La Doctoresse        | 5:04 |
| 8.  | Flying Fingers       | 4:57 |
| 9.  | Home                 | 7:13 |
| 10. | Soixante Six         | 5:20 |
| 11. | Suce Mon Son         | 1:25 |